# Lutecia

Un mapa de la Galia en el a. C., mostrando la ubicación de Lutecia y las posiciones relativas de las tribus celtas.

Lutecia Parisina (en latín: Lutetia, Lutetia Parisiorum o Lukotekia antes, en francés: Lutèce) era una ciudad en la Galia prerromana y romana.
La ciudad galorromana fue un precedente de la ciudad merovingia restablecida que es la antecesora de la actual París. Lutecia y París tienen poco en común salvo su posición en una isla, la Isla de la Cité, en un conveniente paso del Sequana (Sena). La primitiva Loukotokíaf (Λουκοτοκίαυ, según Estrabón), Lefkotekía (Λευκοτεκία, según Ptolomeo), llamada luego Lutetia (según César), quizá contiene la raíz celta *luco-t- ('ratón' + -ek(t)ia = 'los ratones'; en bretón logod, en galés llygod, en irlandés luch -Bibracte, *bibro, 'castor', + -acti = 'los castores'-); o la raíz celta luto- ('ciénaga' o 'lodo' -gaélico loth, 'ciénaga'; bretón loudour, 'impuro'-).

## Orígenes galos
En algún lugar en la región próxima estaba ubicado el principal asentamiento u oppidum de los parisios, un pueblo galo que se asentó en la zona durante el siglo III a. C. Sin embargo, el estudio dendrocronológico de pilotes de madera por debajo del estrato inferior del eje norte-sur romano data la construcción de la calzada después del año 4, más de cincuenta años después de la pacificación romana de la región. 
La Lutecia romana fue fundada por encima del punto de inundaciones donde el río Bièvre alcanza al río Sena, centrada en las laderas de la colina más tarde dedicada a santa Genoveva, en la orilla izquierda del Sena, moderno barrio Latino. Hay suburbios en una isla al otro lado de la confluencia, la Isla de la Cité, que era el centro merovingio y moderno de París.

## Urbanización

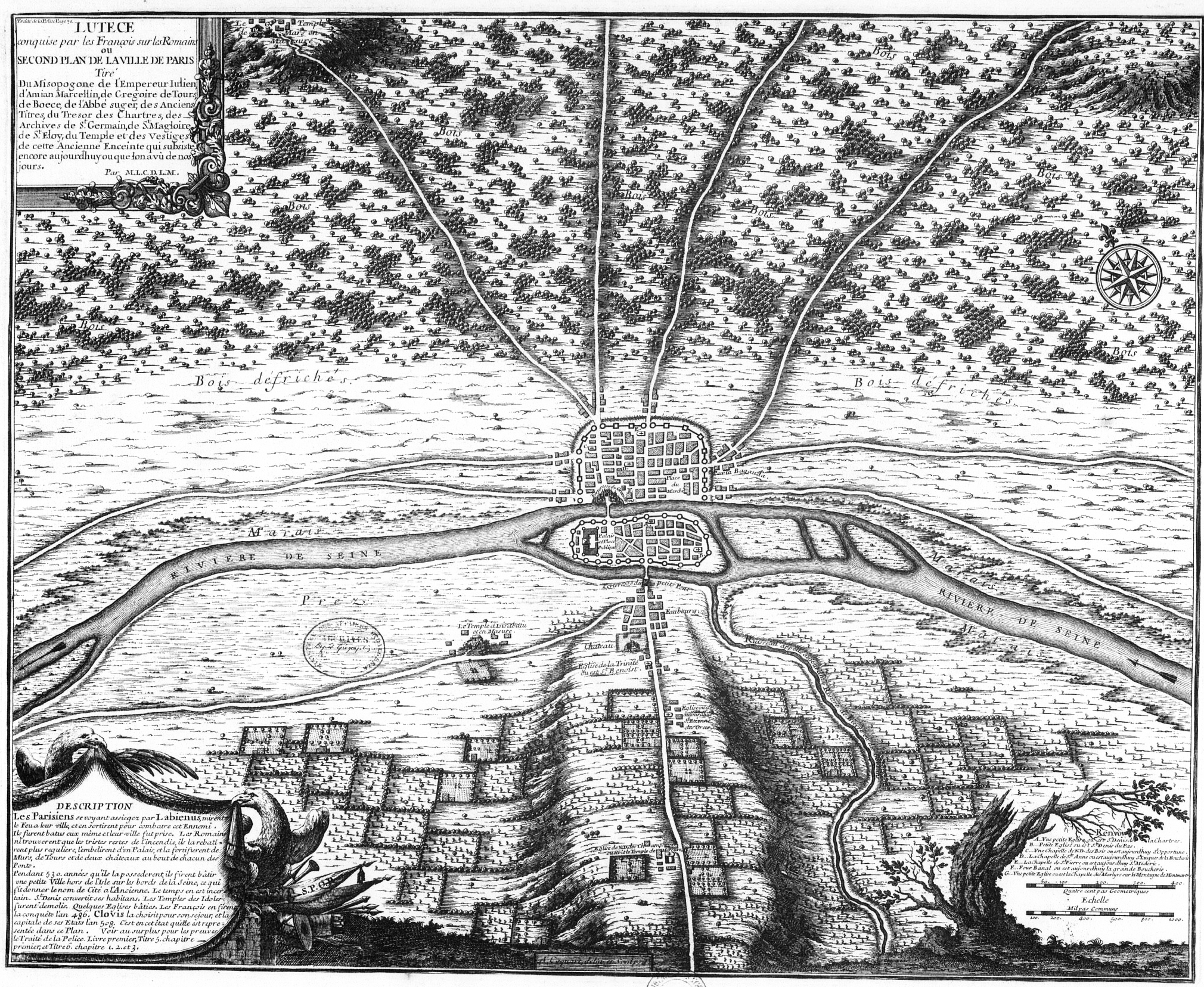
Mapa de Lutecia (representación del).

El plano regular de la Lutecia romana la marcó como una ciudad, en el sentido galorromano. La ciudad fue el único sector en el que, a partir del siglo II, se construyeron monumentos públicos. El eje norte-sur fue dictado por la necesidad de cruzar las orillas pantanosas en la distancia más corta posible; varias rutas convergían en la cabeza de puente. Todas las obras públicas romanas estaban en la ladera septentrional de la colina de Santa Genoveva. El descubrimiento de las antiguas calzadas pavimentadas, los límites establecidos de los principales monumentos —el foro en lo alto de la colina, teatro, termas—, incluso el sendero de ciertas carreteras medievales, muestran que la ciudad romana fue establecida con un módulo de exactamente 300 pies romanos. En la orilla izquierda, la Rue St-Jacques y en la orilla derecha, la Rue St-Martin aún siguen el principal eje romano (cardo maximus). 
Un acueducto de 26 km de largo, con una fluidez estimada de 2000 metros cúbicos al día, proporcionaba agua a la ciudad con un manantial recogido de varios puntos. Para cruzar el valle Bièvre en Arcueil-Cachan se erigía un puente, cuyas pilastras y arruinados arcos, aún visibles, dieron lugar al topónimo Arcueil.
El anfiteatro, construido en la ladera de la colina a las afueras de la propia ciudad, es a menudo aludido como Arenas de Lutecia. Era una de las estructuras más grandes de la Galia.

## Acontecimientos
La ciudad fue tomada por la República Romana en el año 52 a. C. durante la conquista de la Galia bajo el mandato de Julio César. Los habitantes de Lutecia apoyaron la revuelta de Vercingétorix contra los romanos bajo César, contribuyendo con 8.000 hombres al ejército de Vercingétorix. Estaba en guarnición por el teniente de Vercingétorix Camulógeno, cuyo ejército acampó en el Mons Lutetius (donde se encuentra hoy el Panthéon). Los romanos aplastaron a los rebeldes en la cercana Melun y tomaron el control de Lutecia.
Bajo el gobierno romano, Lutecia fue intensamente romanizada, con una población estimada de alrededor de 8.000 personas. No tuvo gran importancia política -la capital de su provincia, Lugdunensis Senona, era Agedinco (la moderna Sens, Yonne)-. Fue cristianizada en el siglo III, cuando según la tradición San Dionisio se convirtió en el primer obispo de la ciudad. El proceso no fue enteramente pacífico - alrededor del año 250 san Dionisio y dos compañeros fueron arrestados y decapitados en la colina de Mons Mercurius, donde los cimientos romanos se han encontrado, más tarde conocido como Mons Martyrum (la "Colina de los Mártires" o Montmartre).
Lutecia fue rebautizada como París en el año 360, tomando su nombre del pueblo galo de los parisios. El nombre ya había sido usado durante siglos como un adjetivo ("Parisiacus"). La leyenda de la ciudad bretona de Ys sugiere un origen diferente pero menos probable.
Alrededor de la misma época, el barrio de la ciudad en la orilla izquierda del Sécuana, que albergaba las termas, los teatros y el anfiteatro, fue gradualmente abandonado con la población concentrándose en la isla, que recibió nuevas fortificaciones. El teatro clásico comenzó a ser desmantelado durante el siglo IV.
Para la historia de la ciudad después de recibir su nuevo nombre, véase la Historia de París.

## Restos actuales

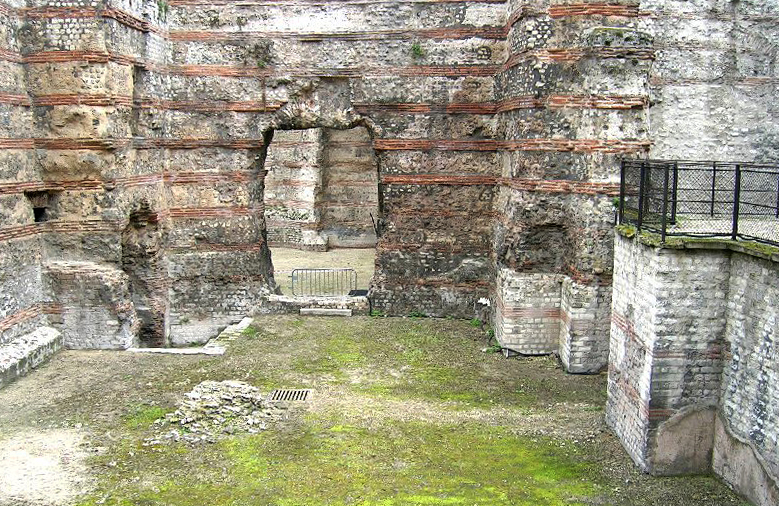
Termas de Cluny - caldarium

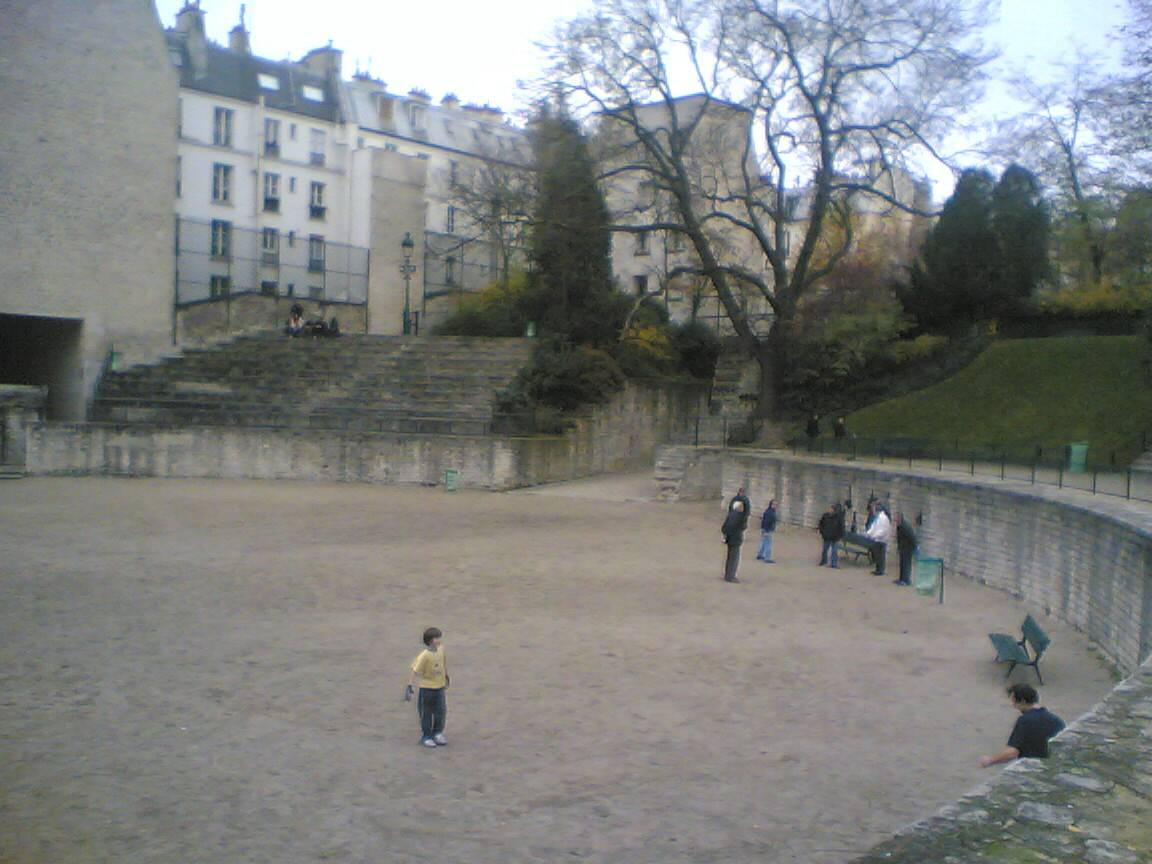
Las Arenas de Lutecia hoy, en el V Distrito de París.

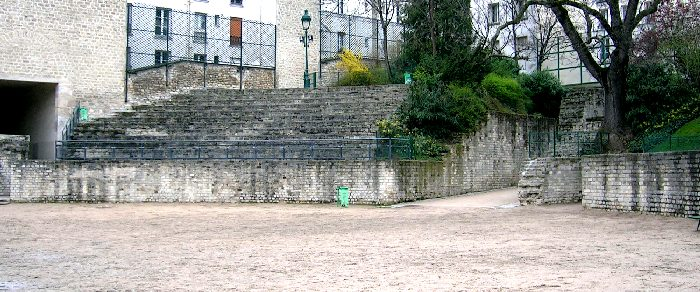
Arenas de Lutecia (ampliación).

Muy poco queda hoy de la antigua ciudad, aunque se están descubriendo más actualmente. En un pequeño parque del barrio latino en la margen izquierda, escondido detrás de bloques de apartamentos, pueden verse aún algunos restos del anfiteatro (Arenas de Lutecia) del siglo I. También se pueden contemplar los restos de termas en el Museo de Cluny (frigidarium con bóveda intacta y caldarium) y la cripta paleocristiana bajo el patio delantero de Notre Dame, hoy la Place de Juan Pablo II.

### Hallazgos de mayo de 2006
En mayo de 2006, se descubrió una calzada de dos mil años de antigüedad en el lugar de Lutecia durante la construcción de la Universidad Pierre y Marie Curie. La excavación estuvo a cargo del Instituto Nacional de Investigación Arqueológica Preventiva. Durante la excavación, se encontraron restos de casas privadas conteniendo termas romanas y suelos con calefacción. Se hallaron objetos cotidianos como floreros, cadenas de bronce y cerámica. Muchos de estos objetos se esperaba que se expusieran en museos poco después. Los arqueólogos reconocen que este es el primer yacimiento descubierto del reinado del emperador romano Augusto (27 a. C.-14 d. C.).

### Los constructores
En cuanto a detalles sobre los constructores, los arqueólogos discrepan sobre el carácter de los constructores del vecindario. Algunos creen que podría corresponder a la anterior aristocracia gala reclutada por Roma para gobernar la colonia asentada en la zona. Los nuevos gobernadores romanos y nobles construyeron la ciudad en un estilo romano, pero ciertamente usaron materiales que se encontraban localmente. La mayor parte de esto se asume debido a que tuvieron que ser suficientemente ricos para ser propietarios de unas termas romanas encontradas en una de las casas. Una terma romana de propiedad privada era considerada un símbolo de estatus entre los ciudadanos romanos.
Se presume que este particular habitáculo fue construido en la primera década del siglo I, a finales del reinado del emperador Augusto, lejos del centro administrativo y comercial de la ciudad romana. Este vecindario permaneció en la principal calle romana (llamada "cardo maximus"), que fue originariamente pavimentada por los romanos para cruzar el cercano río Sena y es hoy en día la Rue St. Jacques en el V Distrito.

### Conservación de los hallazgos
Debido a la política de conservación parisina, cuando se planifica la obra de construcción en París, los arqueólogos revisan todas las licencias de construcción y los constructores tienen que pedir la opinión oficial para determinar si el yacimiento es de valor histórico. Si se prueba que el yacimiento lo tiene, se permite una excavación. Uno de los problemas relacionados con la conservación potencial de este lugar es la destrucción inherente incurrida por el proceso de excavación, debido a la necesidad de expansionar las instalaciones de la universidad para ayudar en la investigación del París antiguo e histórico.

## Cultura popular
Lutecia aparece en las aventuras de Astérix el Galo. Se muestra llena de galos con algunos legionarios romanos que patrullan las calles. La ciudad aparece por vez primera en La hoz de oro, que tiene lugar casi por entero en la ciudad y sus alrededores. También aparece en Los laureles del César, donde se la menciona como la "mayor ciudad del universo" junto con Roma. Astérix y Obélix también hacen una breve parada allí en La vuelta a la Galia de Astérix. Justfórkix y Bravura también son mencionados como oriundos de Lutecia.
La automotriz francesa Renault comercializa únicamente su modelo Renault Clio en Japón bajo la denominación Lutecia.[cita requerida]

## Hechos relacionados
Hay también un asteroide llamado 21 Lutetia; y el elemento lutecio recibió su nombre por la ciudad, en honor de su descubrimiento en un laboratorio parisino.